# Leon Taylor
Leon Taylor (n. 2 noiembrie 1977, Cheltenham, Anglia, Regatul Unit) este un săritor în apă ce a reprezentat Regatul Unit al Marii Britanii și al Irlandei de Nord, medaliat olimpic. A participat la 2 ediții ale Jocurilor Olimpice (2000, 2004) în care a câștigat o medalie de argint.